# Diamesa longicapitis
Diamesa longicapitis är en tvåvingeart som först beskrevs av Linevich 1953.  Diamesa longicapitis ingår i släktet Diamesa och familjen fjädermyggor.
Artens utbredningsområde är Estland. Inga underarter finns listade i Catalogue of Life.